# هیدئو هاشیموتو
هیدئو هاشیموتو (به انگلیسی: Hideo Hashimoto) بازیکن فوتبال اهل ژاپن و عضو تیم ملی فوتبال ژاپن است که در تاریخ ۰۱ ژوئن ۲۰۰۷ میلادی اولین بازی ملی‌اش را انجام داد. او در ۱۵ بازی ملی حضور داشت و آخرین بازی ملی خود را در تاریخ ۷ سپتامبر ۲۰۱۰ میلادی انجام داد. هیدئو هاشیموتو در بازی‌های ملی‌اش گلی به ثمر نرساند.